# Марсильяна
Марсильяна (итал. Marsiliane) — историческое название лёгких парусно-гребных судов среднего размера, которые были распространены в странах Европы в XIII—XVI веках.
Как правило, по конструкции марсильяна напоминала неф, но с несколько меньшими размерностями. Обычно она несла на себе три-четыре мачты и имела прямую корму. До появление пароходов марсильяны активно использовались на Средиземном море.